# 河村伊蔵
モイセイ河村伊蔵（もいせい かわむら いぞう、1865年11月15日 - 1940年2月5日）は正教会の神品（聖職者）で、明治・大正期に同教会の建築営繕を担った建築家。「モイセイ」は聖名。息子の内井進、また孫のガウリイル内井昭蔵も建築家。

## 略歴
- 1860年 - 現在の愛知県の南知多町に生まれる。
- 1883年 - 内海正教会（現存せず）で洗礼を受ける。
  - 神田駿河台の正教会の詠隊学校で学んだ後、副輔祭として聖堂の庶務に就き、のち、各地の聖堂の建築にあたるようになる。
- 1915年頃[3] - 輔祭に叙聖され、教団の不動産・財産の管理を担当するようになる。
- 1933年 - 長輔祭に叙聖。
- 1937年7月 - 司祭に叙聖。
- 1940年2月5日 - 永眠。墓所は雑司ヶ谷霊園。

## 主な仕事

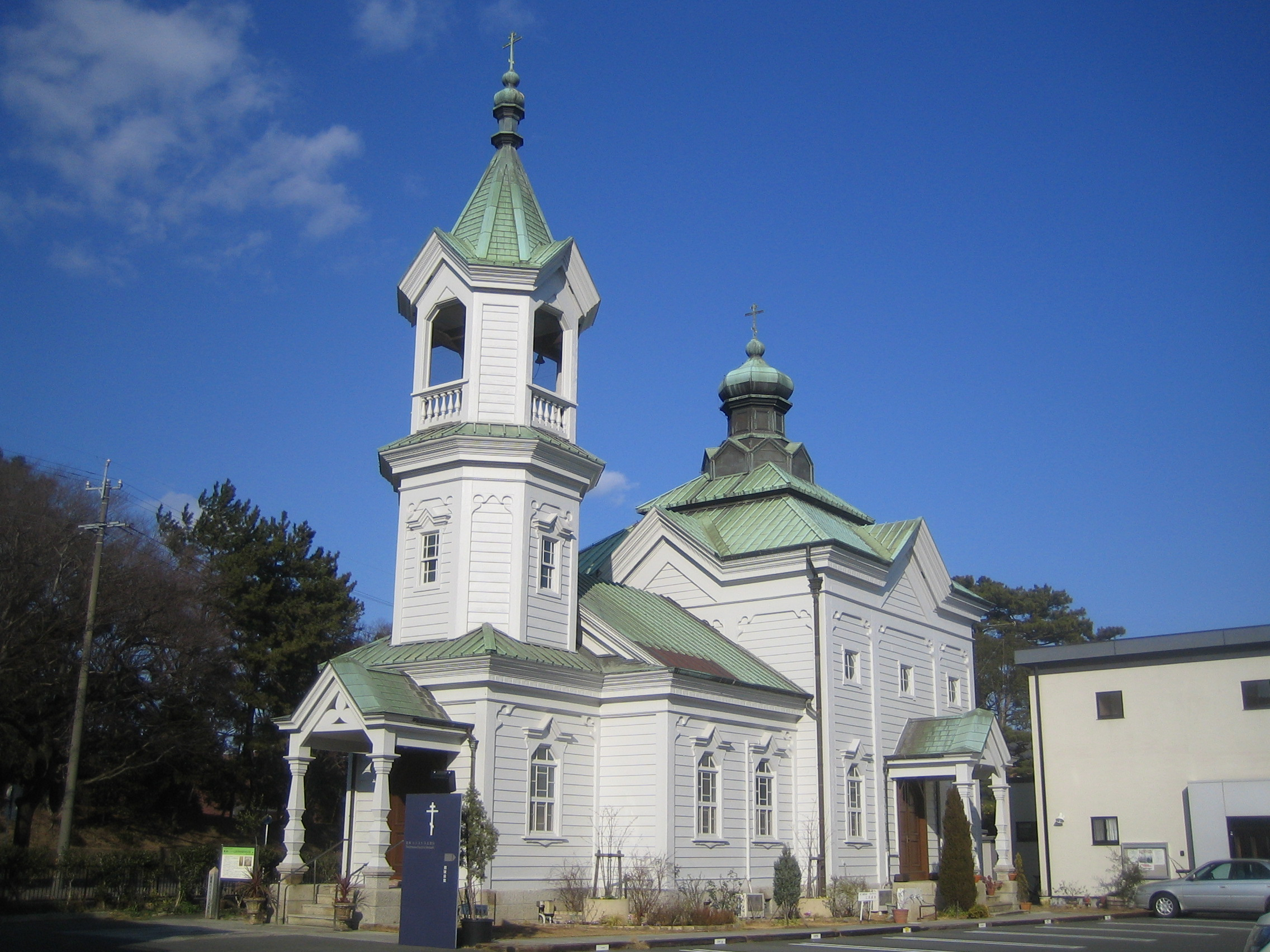
豊橋ハリストス正教会
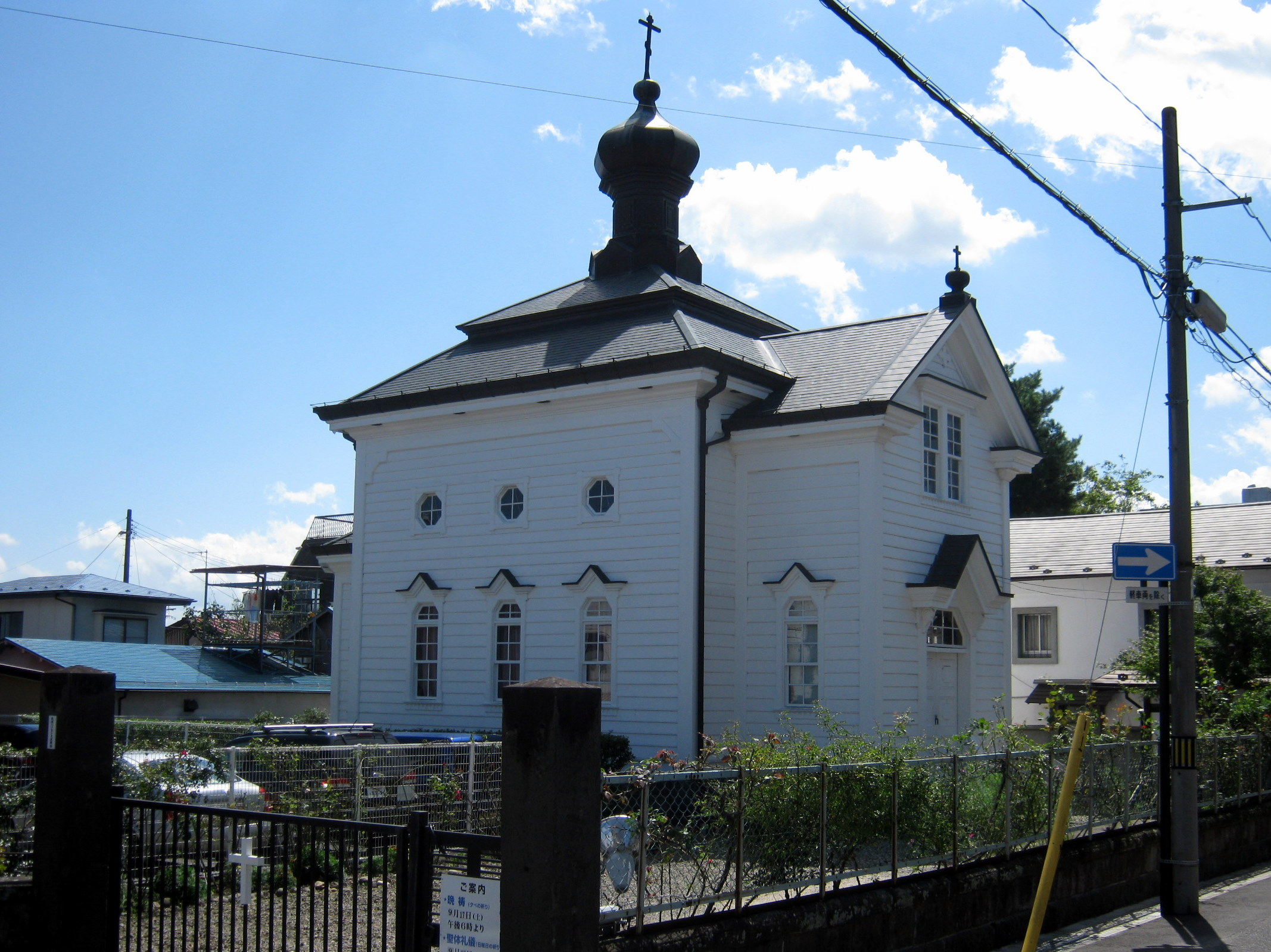
白河ハリストス正教会
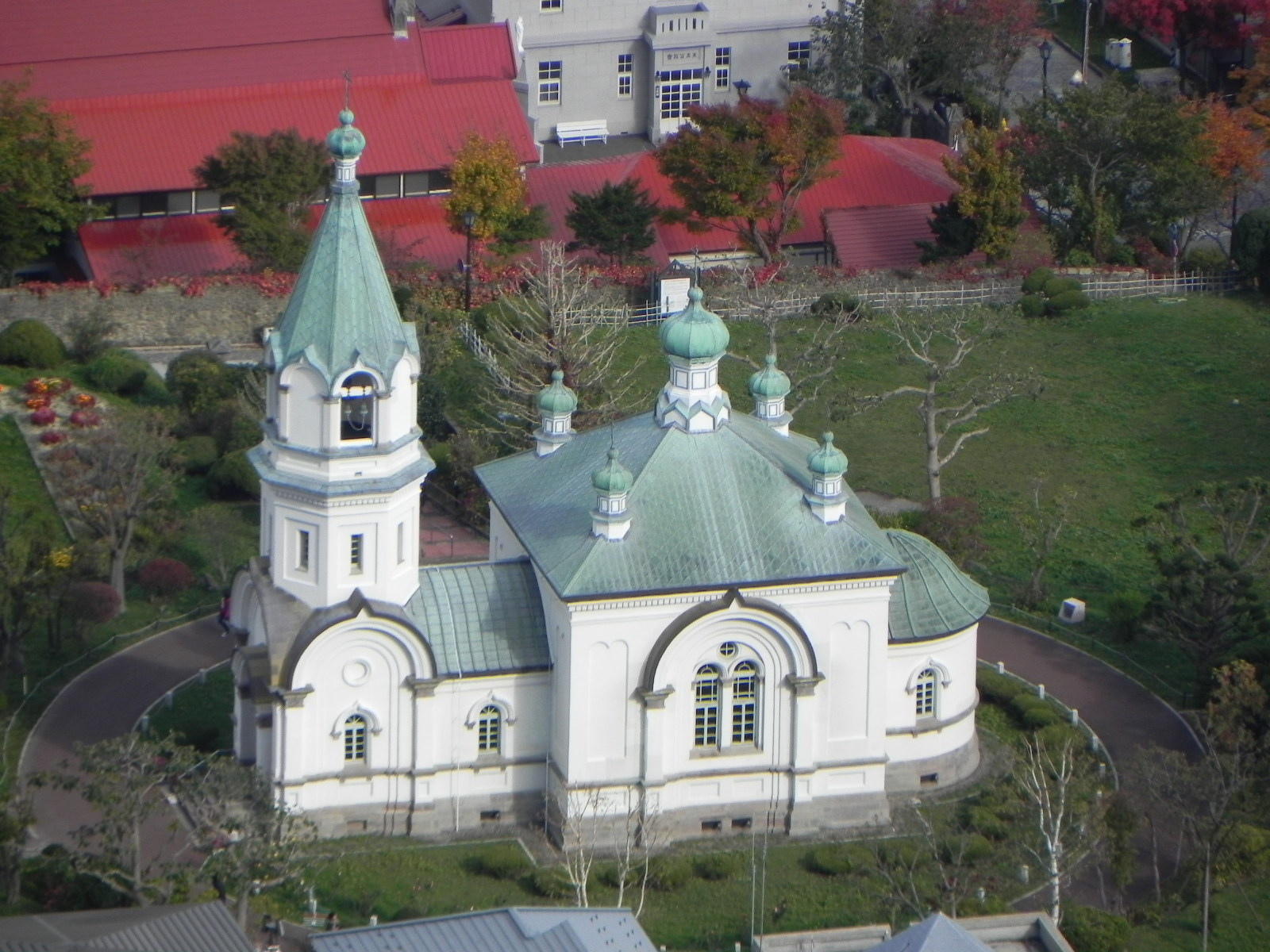
函館ハリストス正教会

| 建造物名                                         | 年                 | 所在地       | 状態       | 備考                         |
| ------------------------------------------------ | ------------------ | ------------ | ---------- | ---------------------------- |
| 松山ハリストス正教会復活聖堂                     | 1908年（明治41年） | 愛媛県松山市 | 現存せず   |                              |
| 大阪ハリストス正教会生神女庇護聖堂               | 1910年（明治43年） | 大阪市中央区 | 現存せず   |                              |
| 修善寺ハリストス正教会顕栄聖堂                   | 1912年（明治45年） | 静岡県伊豆市 |            |                              |
| 豊橋ハリストス正教会聖使徒福音記者マトフェイ聖堂 | 1913年（大正2年）  | 愛知県豊橋市 | 重要文化財 |                              |
| 白河ハリストス正教会生神女進堂聖堂               | 1915年（大正4年）  | 福島県白河市 |            |                              |
| 函館ハリストス正教会主の復活聖堂                 | 1916年（大正5年）  | 北海道函館市 | 重要文化財 |                              |
| 金成ハリストス正教会聖使徒イオアン聖堂           | 1931年（昭和6年）  | 宮城県栗原市 |            | 設計指導、設計は息子の内井進 |
| 釧路ハリストス正教会聖神降臨聖堂                 | 1932年（昭和7年）  | 北海道釧路市 | 現存せず   |                              |
| 札幌ハリストス正教会主の顕栄聖堂                 | 1936年（昭和11年） | 北海道札幌市 |            |                              |

- 豊橋ハリストス正教会
- 白河ハリストス正教会
- 函館ハリストス正教会

## 建築の系譜
聖亜使徒ニコライは、布教を成功させるためには絵師と建築師を必要と考えていた。河村には建築の心得はなかったが、聖ニコライに見込まれ、建設が進む東京大聖堂（ニコライ堂）の現場で信徒大工のワシリー岡本（岡本鶴蔵）やフォマ尾林から木造技術を学んだ。1901年、松室重光の設計で建設が行われていた京都ハリストス正教会聖堂に聖ニコライから建築監理にたびたび派遣された。日露戦争後、ロシア篤志家からの寄付もあり各地に聖堂建築が続々と建設計画が持ち上がり、フォマ尾林とワシリー岡本と協力しそれらの設計と施工監理を行った。設計は聖ニコライから渡された宗務局承認参考図譜に忠実に従ったもので、大阪ハリストス正教会、函館ハリストス正教会、豊橋ハリストス正教会、白河ハリストス正教会、釧路ハリストス正教会、札幌ハリストス正教会などの教会設計・建築監督に携わっている。
子の内井進も建築設計を本業とし、正教会聖堂の設計も手がけるが、宗務局承認参考図譜にとらわれない比率を用いている。金成ハリストス正教会・小田原ハリストス正教会の旧聖堂、およびニコライ堂のイコノスタスの設計に関わっていた。なお、金成ハリストス正教会の旧聖堂は設計を内井進が担当し、建築監督を河村伊蔵が担当している。孫のガウリイル内井昭蔵も建築家であり、世田谷美術館、浦添市美術館、皇居・吹上御苑の新御所などを手がけた。

## エピソード
大津事件の際、ロシア皇太子（のちのニコライ2世）を見舞うニコライ主教に同行していた。